# Catherynne M. Valente
Catherynne M. Valente (ur. 5 maja 1979 w Seattle, w stanie Waszyngton) – amerykańska poetka, krytyk literacki i pisarka, autorka powieści i opowiadań z gatunku fantasy. Ukończyła studia w zakresie filologii klasycznej na uniwersytetach w San Diego i Edynburgu, następnie spędziła kilka lat Japonii. Po powrocie do USA zamieszkała na wybrzeżu stanu Maine i zajęła się działalnością pisarską.

## Twórczość

### Powieści
- The Labyrinth, Prime Books, 2004, ISBN 1-894815-65-3
- The Ice Puzzle, 2004, opublikowana online
- Yume No Hon: The Book of Dreams, Prime Books, 2005, ISBN 0-8095-1087-1
- The Grass-Cutting Sword, Prime Books, 2006, ISBN 0-8095-6230-8
- Opowieści sieroty, t. 1: W ogrodzie nocy, Mag, 2009, ISBN 978-83-7480-132-4 (The Orphan's Tales: In the Night Garden, Bantam Books, 2006, ISBN 0-553-38403-1)
- Opowieści sieroty, t. 2: W miastach monet i korzeni, Mag, 2009, ISBN 978-83-7480-133-1 (The Orphan's Tales: In the Cities of Coin and Spice, Bantam Books 2007, ISBN 0-553-38404-X)
- Palimpsest(inne języki), Wydawnictwo Mag, 2010, ISBN 978-83-7480-176-8 (Bantam Books, 2009, ISBN 0-553-38576-3)
- The Girl Who Circumnavigated Fairyland in a Ship of Her Own Making, 2009, publikowana online na bieżąco
- Nieśmiertelny(inne języki), Wydawnictwo Mag, 2012, ISBN 978-83-7480-240-6 (Deathless, Tor Books, 2011 ISBN 0-7653-2630-2)
- Six-Gun Snow White, Subterranean Press, 2013
- Domostwo błogosławionych, Wydawnictwo Mag, 2018

### Opowiadania (wybrane)
- „The Maiden Tree” (2005)
- „Mother Is a Machine” (2005)
- „The Ice Puzzle” (2005)
- „Milk and Apples” (2006)
- „A Gray and Soundless Tide” (2006)
- „Urchins, While Swimming” (2006)
- „A Dirge for Prester John” (2007)
- „Palimpsest” (2008)
- „Buyer's Guide to Maps of Antartica” (2008)
- „The City of Blind Delight” (2008)
- „Golubash, or Wine-War-Blood-Elegy” (2009)
- „The Radiant Car Thy Sparrows Drew” (2009)

### Poezja
- Music of a Proto-Suicide, 2004
- Apocrypha, Prime Books, 2005, ISBN 0-8095-5074-1
- Oracles: A Pilgrimage, Prime Books 2006, ISBN 0-8095-0045-0
- The Descent of Inanna, Papaveria Press, 2006
- A Guide to Folktales in Fragile Dialects, 2008

## Charakterystyka twórczości
Twórczość Catherynne M. Valente bywa określana przez nią samą terminem mythic fiction. Autorka chętnie czerpie inspiracje z tradycyjnych baśni, mitologii świata i klasyki literackiej, zarówno antycznej, jak i współczesnej. Valente znana jest z zamiłowania do skomplikowanych, szkatułkowych fabuł i bogatego języka. W jej twórczości ważne miejsce zajmuje problematyka kobieca i genderowa.

## Nagrody
- Nagroda Jamesa Tiptree Jr. – 2006, za The Orphan's Tales: In the Night Garden
- Nagroda Mythopoeic – 2008, za The Orphan's Tales
- Nagroda Literacka Lambda(inne języki) – 2010, za Palimpsest[3]
- Nagroda Locusa – 2012, za The Girl Who Circumnavigated Fairyland in a Ship of Her Own Making (w kategorii „Powieść młodzieżowa”), Silently and Very Fast (w kategorii „Opowiadanie”), White Lines on a Green Field (w kategorii „Nowela”)[4]